# Anisorrhina laeviplaga
Anisorrhina laeviplaga är en skalbaggsart som beskrevs av Achille Raffray 1877. Anisorrhina laeviplaga ingår i släktet Anisorrhina och familjen Cetoniidae. Inga underarter finns listade i Catalogue of Life.